# Jacques Onfroy de Bréville
Jacques Onfroy de Bréville, detto Job (Bar-le-Duc, 25 novembre 1858 – Neuilly-sur-Seine, 15 settembre 1931), è stato un disegnatore, illustratore e caricaturista francese.

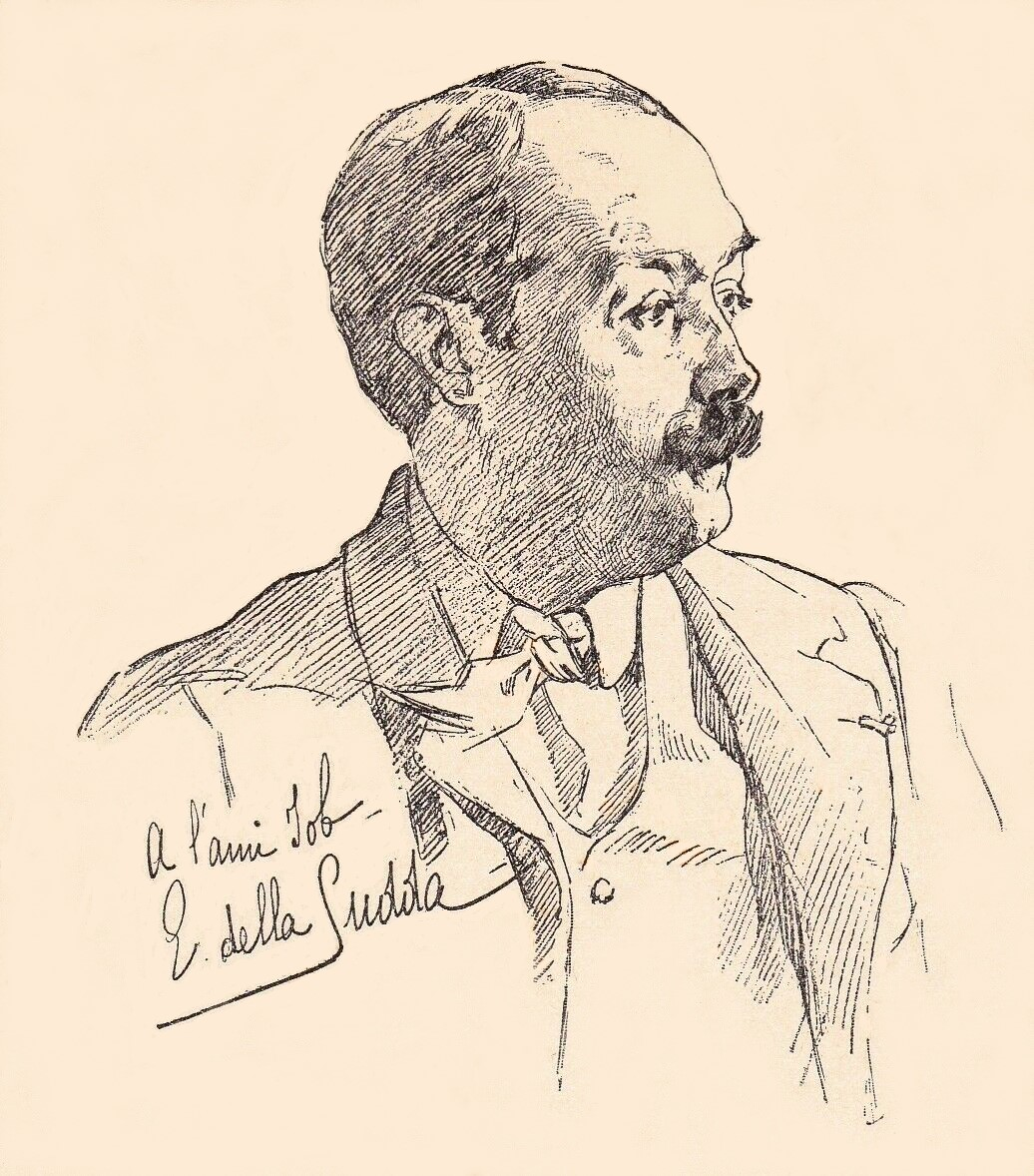
Job in un'incisione di Emilio della Sudda

Il suo nome d'arte, "Job", è composto dall'iniziale del suo nome di battesimo, Jacques, e dalle iniziali del suo cognome, Onfroy de Bréville. 
Il padre si oppose alla sua iscrizione all'École des Beaux-Arts dopo aver lasciato il Collège Stanislas, così decise di arruolarsi nell'esercito, ma tornò a Parigi nel 1882. Da questa parentesi, conserverà un gusto smodato per l'esercito, il patriottismo e anche lo sciovinismo. Riuscì finalmente a entrare all'École des Beaux-Arts e a esporre al Salon des Artistes Français nel 1886, ricevendo un'accoglienza tiepida. Intraprese quindi la carriera di disegnatore, contribuendo con una serie di ritratti a La Caricature e La Nouvelle Lune.
Job è noto soprattutto per le sue eccellenti illustrazioni per libri per bambini, i cui testi sono solitamente di Georges Montorgueil. Le sue grandi composizioni a colori hanno contribuito a promuovere il culto degli eroi nazionali. I suoi disegni di Napoleone e Murat hanno riempito l'immaginazione di generazioni di bambini. Anche nei suoi libri per bambini, era attento a riprodurre le uniformi con estrema precisione.
Tra i suoi libri più noti figurano Murat, Le Grand Napoléon des petits enfants, Jouons à l'histoire, Louis XI, Napoléon, Bonaparte e Les Gourmandises de Char. È anche noto per aver illustrato la vita di Washington, lavoro grazie al quale si fece conoscere negli Stati Uniti. Artista pieno di brio e allegria, fu membro di Les Humoristes ed espose a Les Incohérents. Il suo studio è stato ricostruito nel museo di Metz.